# Whitney Boddie
Whitney Erinn Boddie (Florence, 23 gennaio 1987) è un'ex cestista statunitense, professionista nella WNBA.

## Carriera
È stata selezionata dalle Sacramento Monarchs al secondo giro del Draft WNBA 2009 con la 20ª chiamata assoluta.